# Temporada 1904-1905 del RCD Espanyol
Aquestes són les dades de la Temporada 1904-1905 del RCD Espanyol.

## Fets destacats
- 31 de desembre de 2004: L'Espanyol disputa el seu primer partit contra un club de fora de l'estat espanyol amb el resultat Espanyol 7 - Stade Olympien des Étudants de Toulouse 2.[4]

## Resultats i classificacions

### Campionat de Catalunya
| Pos | Equip            | PJ | PG | PE | PP | GF | GC | DG | Pts | Classificació |
| --- | ---------------- | -- | -- | -- | -- | -- | -- | -- | --- | ------------- |
| 1   | FC Barcelona (C) | 8  | 5  | 2  | 1  | 20 | 11 | +9 | 12  | Campió        |
| 2   | Club Espanyol    | 8  | 5  | 1  | 2  | 16 | 8  | +8 | 11  |               |
| 3   | FC Internacional | 8  | 5  | 1  | 2  | 12 | 6  | +6 | 11  |               |

## Plantilla
Nota: No es coneixen els jugadors de tots els partits, així com molts golejadors, perquè sovint no eren comentats a la premsa de l'època.
| P   | Jugador               | C. de Catalunya | C. de Catalunya |
| P   | Jugador               | PJ              | G               |
| --- | --------------------- | --------------- | --------------- |
| POR | Bartolomé Fuster      | 3               | -1              |
| POR | Martí                 | 2               | -5              |
| POR | G. Martínez           | 1               | -1              |
| POR | Romà Solà             | 1               | -1              |
| POR | Francisco Vives       | -               | -               |
| POR | Blanco                | -               | -               |
| DEF | Joaquim Carril        | 5               | -               |
| DEF | George Meyer          | 4               | -               |
| DEF | Juan de Olóriz        | 2               | -               |
| DEF | A. Beovide            | 1               | -               |
| DEF | Lluís Garriga         | -               | -               |
| MIG | Guillem Galiardo      | 5               | -               |
| MIG | Wenceslao Goizueta    | 5               | -               |
| MIG | Antoni Solé           | 4               | -               |
| MIG | Mas                   | 2               | -               |
| MIG | Àngel Rodríguez Ruiz  | 1               | -               |
| MIG | Josep Maria Soler     | -               | -               |
| MIG | Miquel Bernat         | -               | -               |
| MIG | B. García             | -               | -               |
| MIG | Laureà Miró           | -               | -               |
| MIG | Joaquim Darné         | -               | -               |
| DAV | Emili Sampere         | 5               | -               |
| DAV | Àngel Ponz            | 5               | 1               |
| DAV | Victorià de la Riva   | 5               | -               |
| DAV | Julià Mora            | 5               | -               |
| DAV | Gustavo Green         | 3               | 1               |
| DAV | Santiago Méndez Mauri | 3               | -               |
| DAV | García Llofriu        | 2               | -               |
| DAV | Gaspar Moner          | 1               | -               |
| DAV | Aldaz                 | -               | -               |